# Movimiento Ilirio

Escudo del movimiento ilirio

El Movimiento Ilirio (en croata Ilirski pokret) fue una campaña nacionalista croata iniciada por un grupo de jóvenes intelectuales durante la primera mitad del siglo XIX, sobre 1835-1849, encuadrada en el nacionalismo romántico con el fin de crear un estado-nación croata en el seno del Imperio austríaco que uniera a los eslavos del sur.

## Contexto histórico
Durante el siglo XVIII, el liberalismo y el nacionalismo se extendieron por toda Europa. En Europa Oriental, donde el Imperio de los Habsburgo abarcaba una gran variedad de pueblos, el nacionalismo se desarrolló con un formato estándar: el comienzo del siglo XVIII "fue el periodo en el que las nacionalidades más pequeñas del imperio, en su mayoría eslavas —checos, eslovacos, eslovenos, croatas, serbios, ucranianos— recordaron su tradición histórica, reavivaron sus lenguas maternas como lenguas literarias, recuperaron sus tradiciones y folclore, y reafirmaron su existencia como naciones." En Croacia, esto corrió a cargo del Movimiento Ilirio.

## La elección del nombre ilirio
Se eligió el término ilirio en vez de eslavo por las teorías que daban a los habitantes de la región un origen ilirio. Remarcando este origen se pretendía exaltar la historia de la región.
En ese tiempo, los croatas eran considerados generalmente un pueblo eslavo basándose en su lengua de origen eslavo y en sus rasgos físicos, lo que reduce esta creencia de que los croatas eran descendientes de los ilirios a un mero deseo. Aun así, estudios genéticos actuales parecen dar cierto crédito a la idea, pues se mantiene en los genes de la población croata un abundante material de origen posiblemente previo a la llegada de los eslavos.

## Historia

### Comienzos
El nacionalismo húngaro, que le había llegado a buscar su autonomía con respecto a Austria, supuso una reducción de la autonomía de Croacia. Fue en respuesta a esto que se desarrolló una exaltación de la historia y cultura locales como forma de mantener la conciencia nacional.
En el comienzo de la década de 1830 un grupo de jóvenes escritores croatas se reunieron en Zagreb y establecieron un movimiento de renovación nacional que aspiraba a la unión de todos los eslavos del sur en el seno de la monarquía Habsburgo. La ciudad de Zagreb era el centro de la vida política, económica y cultural de la región, y por ello se convirtió en el centro del nuevo movimiento.
El principal foco de actividad de los ilirios fue el establecimiento de un estándar lingüístico que contrapesara al húngaro, y la promoción de literatura y cultura en general en croata. Ljudevit Gaj, líder del movimiento, fue promotor del florecimiento de la literatura en croata. Gaj fue uno de los principales responsables de la ortografía y gramática croata (Kratka osnova horvatsko-slavenskog pravopisanja – Brief basics of the Croatian-Slavonic orthography), necesaria para que el croata se convirtiera en vehículo de la cultura. De entre los más influyentes escritores del movimiento cabe destacar a Ivan Mažuranić y Petar Preradović.

### Lucha
En 1835, los ilirios fundaron el primer periódico croata, el "Novine hrvatsko-slavonsko-dalmatinske" editado por Ljudevit Gaj y una revista literaria llamada "Danica" impresa en la "Imprenta nacional" (Narodna tiskara) de Gaj, en lo que se considera el inicio del periodismo croata. Estos éxitos literarios "ganaron al fin la independencia intelectual, lingüística y educativa para Croacia." En otro éxito del movimiento, el compositor Vatroslav Lisinski escribió la primera ópera en croata, "Ljubav i zloba" (Amor y Malicia).
La idea de una unidad entre los eslavos del sur de los ilirios fue también popular entre los serbios, siendo su mayor defensor Vuk Stefanović Karadžić, reformador del serbio. Ljudevit Gaj apeló a Serbia —y a Rusia y Dalmacia— en busca de ayuda económica y apoyo por sus relaciones étnicas. Un pequeño grupo de croatas y serbios firmaron el Acuerdo de Viena de 1850 que proclamó al dialecto shtokavo estándar lingüístico común para serbios y croatas, con la escritura cirílica serbia y el alfabeto croata como formas equivalentes de escritura. Esto fue la base de la formación del idioma croata y uno de los grandes éxitos del movimiento.
Sin embargo, los ilirios no fueron bien recibidos por los húngaros y sus partidarios en Croacia. En 1843, el uso del nombre ilirio fue prohibido. Las disputas en el parlamento croata llegaron a extenderse a las calles. El 29 de julio de 1845, las luchas desembocaron en un derramamiento de sangre en la Plaza de San Marcos de Zagreb. Este incidente sería más tarde conocido como "las víctimas de julio". Aun así, los húngaros fueron incapaces de acabar con el movimiento.

### Legado y críticas
El movimiento ilirio fue el primer movimiento paneslavo en la historia de Croacia. Como tal, supuso las bases del idioma común serbocroata y del futuro Reino de Yugoslavia de 1918. 
Sin embargo, su meta de crear un estado ilirio fracasó. La unidad de los pueblos eslavos del sur se rompió en las guerras yugoslavas, en parte por el creciente nacionalismo croata, que superó las expectativas del movimiento.
Solo en la cultura se puede afirmar que triunfara. "Donde no había precedente para conceptos decimonónicos como Checoslovaquia o la nacionalidad iliria estos proyectos fracasaron. El nacionalismo ayudó en la medida que pudo ya que se construyó sobre las realidades históricas, lingüísticas y sociales existentes. Las reformó para crear nuevas identidades, más poderosas, pero el proceso no debería ser absoluto."